# Sillon (anatomie)
Pour les articles homonymes, voir Sillon.

Le sillon latéral du cerveau.

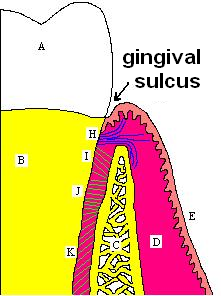
Le sillon gingival

En anatomie un sillon est un relief creux étroit et allongé sur un organe ou entre deux éléments anatomiques. Il peut être nommé gouttière lorsqu'il prend une forme arrondie ou fissure lorsqu'il est plus profond ou ouvert.
Le système nerveux est parcourus de nombreux sillons.
Il peut être formé dans la masse de l'organe ou créé par la juxtaposition de deux organes de même nature comme le sillon du tube auditif entre l'os sphénoïde et l'os temporal; ou de nature différente comme le sillon gingival entre une dent et la gencive.